# William Henry de Grande-Bretagne
Pour les articles homonymes, voir William Henry, Henry et Guillaume de Gloucester.
Titre
Duc de Gloucester et Édimbourg
1764 – 1805
William Henry  (25 novembre 1743 – 25 août 1805), 1er duc de Gloucester et Édimbourg, est un membre de la famille royale britannique, il est le 3° fils de Frédéric de Galles, le petit-fils du roi George II, et un frère cadet du roi George III.

## Biographie
Le prince William Henry (1743-1805) devint en 1764, duc de Gloucester, titre créé pour lui, duc d'Édimbourg et comte de Connaught.

### Carrière militaire

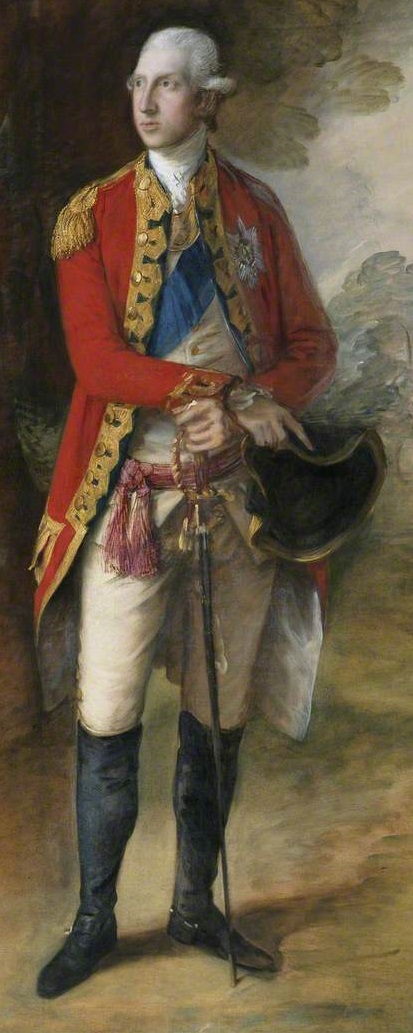
HRH William Henry
(non terminé), vers 1775
par Thomas Gainsborough
National Army Museum

Il voulait poursuivre une carrière militaire active, mais ni son endurance physique ni sa capacité mentale ne suffisaient pour être commandant en service actif. Néanmoins, il devint colonel du 13e Régiment de fantassins en 1766 et du 3e Régiment de gardes à pied en 1767. Il fut promu lieutenant-général et devint colonel du 1er Régiment de gardes à pied en 1770. 
En 1775, de passage en France, il s'arrête à Metz où le duc de Broglie, gouverneur de la ville, l'invite à dîner. Au cours du repas, le prince évoque "les insurgents" d'Amérique. Un très jeune officier Français s'enflamme pour la cause des rebelles et décide de combattre à leur côté. Il s'agit du fameux marquis de La Fayette. 
Pendant la guerre de succession de Bavière (1777-1779), le prince avait hâte de servir sous le roi Frédéric II de Prusse, mais sa demande fut refusée. Gloucester est nommé fieldmarshall en 1793.
Thomas Gainsborough le représente dans l'uniforme de colonel du 1er régiment de gardes à pied portant le ruban et l'étoile de l'Ordre de la Jarretière. C'est le plus ancien portrait connu d'un membre de la famille royale portant l'uniforme de colonel d'un régiment. Inachevée, la peinture est restée dans l'atelier de l'artiste jusqu'à sa mort. Il fut ensuite acheté par le prince régent et remis en 1816 à la princesse Sophie de Gloucester, fille aînée de William Henry.

### Mariage
En 1766, Gloucester épousa secrètement Maria Walpole, fille naturelle d'Edward Walpole et petite-fille de Robert, veuve de James second comte Waldegrave, sans le consentement royal. Cela a été dissimulé pendant six ans jusqu'à ce que Maria soit enceinte. Le roi bannit le couple de la cour et ils passèrent les quelques années suivantes en Italie avant que Gloucester ne soit rétabli en 1780.